# Кароматулло, Нозия
Нозия Кароматулло (тадж. Нозияи Кароматулло; род. 7 февраля 1988, Душанбе) — таджикская поп-певица. В основном исполняет песни на таджикском языке, также поёт на персидском и хинди. Выступает на концертах, новогодних вечерах, парадах в честь Дня Национального Единства и Дня Независимости. Принимает участие в радио- и телепрограммах Таджикистана, а также соседних страна. Известна в Индии, Пакистане, Афганистане и на Шри-Ланке.
Почти все свои песни, начиная с 2007 года, Нозия Кароматтуло записывает в сотрудничестве с звукорежиссером и продюсером Олимом Шириновым («JC Records Studio»).

## Биография
Родилась 7 февраля 1988 года в Душанбе, Таджикская Советская Социалистическая Республика в семье известного таджикского певца Кароматулло Курбонова. Её отец, Кароматулло Курбонов, погиб 17 октября 1992 года, во время гражданской войны, возвращаясь ночью со свадьбы, в результате нападения бандитов, в Яванском районе. 

В 2005 году окончила музыкальную школу имени Малики Собировой и поступила в консерваторию в Нью-Дели на академический дипломный курс по классическому вокалу и танцу.. 

В 2010 году с отличием окончила Индийскую консерваторию и в том же году дала свой первый сольный концерт. 

Затем поступила в Институт предпринимательства и сервиса на факультет международных отношений. 

В 2007 году выиграла конкурс классического танца катхака в Индии.
В 2014 году вышла замуж, а 7 декабря 2015 года родила девочку.
Все свои песни, начиная с самых первых, Нозия Кароматулло записывает в сотрудничестве с звукорежиссёром студии «JC Records Studio» Олимом Шириновым
Дистрибьютор является Искандар Холиков

## Награды
- Медаль «Хизмати шоиста» (2022, Таджикистан)[5].